# 9305 Хазард
9305 Хазард (9305 Hazard) — астероїд головного поясу, відкритий 7 жовтня 1986 року.
Тіссеранів параметр щодо Юпітера — 3,672.